# Gert van Wijk
Gert van Wijk (30 juni 1938) is een Nederlands politicus van de PvdA. Van 1989 tot 2003 was hij burgemeester van Steenbergen; daarvoor was hij enkele jaren wethouder in de gemeente Oss.